# 쇼 피플
쇼 피플(Show People)은 미국에서 제작된 킹 비더 감독의 1928년 코미디, 멜로/로맨스 영화이다. 마리온 데이비스 등이 주연으로 출연하였고 마리온 데이비스 등이 제작에 참여하였다.
이 영화는 문화적, 역사적, 미적 중요성으로 인해 미국 의회도서관에 의해 미국 국립영화등기부의 보존물로 선정되었다.

## 출연

### 주연
- 마리온 데이비스
- 윌리엄 헤인즈

### 조연
- 델 헨더슨
- 테넌 홀츠
- 해리 그리븐
- 시드니 브래시
- 폴리 모란
- 앨버트 콘티
- 르니 아도리
- 조지 K. 아서
- 고든 애빌
- 엘리노어 보드먼
- 찰리 채플린
- 레이 쿡
- 해리 크락커
- 칼 데인
- 더글러스 페어뱅스
- 베스 플라워스
- 존 길버트
- 팻 하몬
- 윌리엄 S. 하트
- 레어트리스 조이
- 로드 라 로크
- 릴리언 로렌스
- 로버트 Z. 레너드
- 매 머레이
- 루엘라 파슨즈
- 캘러 파샤
- 아이린 프링글
- 버트 로치
- 도로시 세바스찬
- 롤프 세던
- 노마 탈마지
- 에스텔 테일러
- 도로시 버넌
- 킹 비더

## 제작진
- 의상: 헨리에타 프레이저
- 세트: 세드릭 기븐스